# Al-Bada’i
Al-Bada’i (arab. البدائع) – miasto w środkowej Arabii Saudyjskiej, w prowincji Al-Kasim. Według spisu ludności na rok 2010 liczyło 46 620 mieszkańców.